# ازدواج صورتی
ازدواج صورتی فیلمی سینمایی به کارگردانی منوچهر مصیری محصول سال ۱۳۸۳ ایران است.

## داستان
آریان دانشجوی معماری می‌خواهد با دنیا، همکلاسی اش ازدواج کند اما پول کافی ندارد و بیکار است. او در حین گشتن برای کار به پیرمردی به نام ساکت که سابقاً بازیگر و وکیل بوده را می‌بیند. ساکت قصد استخدام خدمتکار دختری را دارد اما موکلش ملک تاج قصد استخدام خدمتکار پسر را دارد. ملک تاج به آریان پیشنهاد ماهیانه پانصد هزار تومان حقوق می‌دهد. پس از چند وقت آریان که وسوسه شده به دنبال دستیابی به پول و اموال به او پیشنهاد ازدواج می‌دهد…